# موسى الحاج
'مصطفى موسى الحاج'  (1871م-1957م) (بخط التيفيناغ: ⵎⵓⵙⴰ ⵍⵃⴰⴵ) هو رجل سياسي جزائري من مواليد بلدية الجزائر.

## النشأة
كانت ولادة مصطفى موسى الحاج  في سنة 1867م الموافقة لعام 1293هـ في مدينة الجزائر.
وبعد أن درس القرآن الكريم ومبادئ اللغة العربية والفقه المالكي في زاوية سيدي السعدي في قصبة الجزائر، انتقل مصطفى موسى الحاج إلى زاوية سيدي أمحمد بوقبرين من أجل استكمال تكوينه العلمي والديني ضمن الطريقة الرحمانية.

## المسار السياسي

### انتخابات 1919م
تم انتخاب مصطفى موسى الحاج بعد أن تحصل على 940 صوتا انتخابيا في منصب مندوب بلدي خلال الانتخابات البلدية الفرنسية لعام 1919م عن مقاطعة الجزائر في العهدة التي جرت انتخاباتها في دورين بتاريخ 30 نوفمبر 1919م ثم 7 ديسمبر 1919م.
وكان انتخابه في القائمة الانتخابية المتكونة من 12 مترشحا والتي كان يرأسها شخصيا خلال أول انتخابات بلدية تعددية بعد انقضاء الحرب العالمية الأولى يتم تنظيمها تحت سلطة الاحتلال الفرنسي للجزائر لتمثيل بلدية الجزائر.
وكانت دائرة الجزائر مصنفة من بين دوائر الجزائر التي يفوق عدد سكانها آنذاك 60 000 نسمة خلال عام 1919م.
وبما أن القوائم الانتخابية كان قد تم تحيينها وإغلاقها بتاريخ 31 ماي 1919م، فإن عدد المندوبين البلديين الذين تم تخصيصه لالجزائر هو 36 مندوبا بلديا كحد أقصى من بينهم 36 مندوبا بلديا مسلما.
فلقد سمحت مشاركة سكان مدينة الجزائر في الحرب العالمية الأولى ثم المشاركة السياسية بعدها بأن يتمكن موسى الحاج بالولوج إلى التمثيل السياسي على مستوى مدينة الجزائر حتى وصل إلى مخاطبة مجلس الأمة.
فتمكن المندوب موسى الحاج مع محمد الصغير بوسحاقي والأمير خالد الجزائري ومجموعة من زملائهم المندوبين البلديين من محافظة الجزائر من تحرير «العريضة رقم 30» بتاريخ 18 جويلية 1920م الموجهة إلى مجلس الأمة Sénat للاحتجاج أمام هذه الغرفة التشريعية ضد إجراءات مشروع مبرمج لدى الغرفة العليا من طرف الحكومة الفرنسية من أجل تقنين قانون الأهالي وتقييد وصول الجزائريين الأصليين إلى الحقوق السياسية.
ذلك أن الوضع القانوني لأهالي الجزائر كان قد عرف تطورا ملحوظا مع إصدار قانون جونار Jonnart في 4 فيفري 1919م حيث قام شارل جونار بعد انقضاء الحرب العالمية الأولى بشكر الجزائريين على تجنيد 172,019 مقاتل في ساحات المعارك الأوروبية.
ثم توالت الوعود من طرف إدارة الاحتلال الفرنسي للجزائر قصد منح الحقوق السياسية للأهالي الجزائريين بعد سنة 1919م لأن خسائر المقاتلين الجزائريين كانت قد بلغت 25,711 قتيلا إضافة إلى 72,035 جريحا.
فحاولت فرنسا أن ترد الجميل للجزائريين، ومن بينهم الزواوة، وتقضي دينها من خلال إصدار قانون جونار في 4 فيفري 1919م.
وقد سمح قانون جونار بفتح أبواب بعض المناصب الثانوية في الوظيف العمومي المحلي أمام الأهالي الجزائريين، رغم أن 44 وظيفة حساسة كانت مستثناة بنص القانون من تعيين جزائريين أصليين فيها.
ومن خلال هذا الانفتاح السياسي الجزئي استطاع موسى الحاج مع زملائه المندوبين البلديين المسلمين من المشاركة في انتخاب رئيس البلدية مع نوابه، رغم عدم إمكانية ترشح المسلمين لهذه المناصب السيادية.
وقد كانت «العريضة رقم 30» بتاريخ 18 جويلية 1920م، الموجهة إلى مجلس الأمة، تهدف إلى توسيع حقوق وصلاحيات المندوبين المنتخبين من الأهالي الجزائريين المسلمين.
كان رئيس البلدية الفرنسي في بلدية الجزائر خلال عهدة 1919م هو «شارل دي غالاند» (بالفرنسية: Charles de Galland)‏.

#### القائمة الناجحة في الدور الأول
| رقم | المندوب البلدي        | الأصوات | المهنة          |
| --- | --------------------- | ------- | --------------- |
| 01  | مصطفى موسى الحاج      | 940     | رجل سياسي       |
| 02  | الأمير خالد الجزائري  | 925     | وسام جوقة الشرف |
| 03  | بن العربي             | 901     | طبيب ورجل سياسي |
| 04  | قايد حمود ولد بن شاوة | 873     | مهندس زراعي     |
| 05  | حاج عمار حمو          | 867     | تاجر وصحفي      |
| 06  | كراد خليفة            | 824     | محام            |
| 07  | سيدي علي مبارك الحلوي | 784     | تاجر ومزارع     |
| 08  | بن رضوان براهم        | 753     | تاجر            |
| 09  | سيدي بومدين بشير      | 747     | تاجر            |
| 10  | محمد بن يحي           | 720     | تاجر            |
| 11  | بن مرابط أحميدة       | 714     | تاجر            |
| 12  | بن سمان إلياس         | 653     | تاجر            |

#### القائمة الخاسرة في الدور الأول
| رقم | المندوب البلدي     | الأصوات | المهنة                |
| --- | ------------------ | ------- | --------------------- |
| 01  | مصطفى وليد عيسى    | 392     | إداري                 |
| 02  | بلقاسم بن تامي     | 332     | طبيب ووسام جوقة الشرف |
| 03  | حسن حفيظ           | 268     | تاجر                  |
| 04  | عبد النور تمزالي   | 264     | طبيب                  |
| 05  | محمد صوالح         | 253     | أستاذ تعليم ثانوي     |
| 06  | براهم موهوب        | 208     | صناعي وسيسي           |
| 07  | أعمر أوسعيد بوليفة | 148     | أستاذ تعليم جامعي     |
| 08  | صادق دندان         | 129     | رجل أعمال وصحفي       |
| 09  | عمر بودربة         | 128     | تاجر                  |
| 10  | جعفر ساطور         | 121     | رجل أعمال وسياسي      |
| 11  | محمد قلاتي         | 120     | مقاول بحري            |
| 12  | الأدميرال موريس    | 107     | محام                  |

### انتخابات 1925م
لم يترشح موسى الحاج لنيل منصب مندوب بلدي خلال الانتخابات البلدية الفرنسية لعام 1925 [الفرنسية]م عن مدينة الجزائر في العهدة الثانية أثناء انتخابات 3 ماي 1925م و10 ماي 1925م.
وكانت هذه ثاني انتخابات بلدية تعددية بعد انقضاء الحرب العالمية الأولى يتم تنظيمها تحت سلطة الاحتلال الفرنسي للجزائر.
كان رئيس البلدية الفرنسي في بلدية الجزائر خلال عهدة 1925م هو «ألفونس رافي» (بالفرنسية: Alphonse Raffi)‏.

#### القوائم الخاسرة في الدور الأول
| رقم | المندوب البلدي             | الأصوات   | الوضعية                                      |
| --- | -------------------------- | --------- | -------------------------------------------- |
| 01  | قائمة الأمير خالد الجزائري | غير كافية | المشاركة في الدور الثاني بتاريخ 12 ماي 1925م |
| 02  | قائمة حمادو شكيكن          | غير كافية | المشاركة في الدور الثاني بتاريخ 12 ماي 1925م |
| 03  | قائمة بلقاسم بن تامي       | غير كافية | الإقصاء من الدور الثاني بتاريخ 12 ماي 1925م  |

#### القائمة الناجحة في الدور الثاني
| رقم | المندوب البلدي   | الأصوات | المهنة      |
| --- | ---------------- | ------- | ----------- |
| 01  | حمادو شكيكن      | 622     | رجل سياسي   |
| 02  | عبد النور تمزالي | 512     | طبيب        |
| 03  | سيدي بومدين بشير | 513     | رجل سياسي   |
| 04  | مصطفى وليد عيسى  | 584     | مهندس زراعي |
| 05  | بن العربي        | 520     | تاجر        |
| 06  | حسن حفيظ         | 591     | محام        |
| 07  | قايد حمود        | 541     | تاجر        |
| 08  | حاج عمار حمو     | 579     | تاجر        |
| 09  | إلياس بن سمان    | 518     | تاجر        |
| 10  | خليفة كراد       | 483     | تاجر        |
| 11  | براهم بن رضوان   | 588     | تاجر        |
| 12  | الطاهر علي شريف  | 483     | تاجر        |

#### القائمة الخاسرة في الدور الثاني
| رقم | المندوب البلدي       | الأصوات | المهنة      |
| --- | -------------------- | ------- | ----------- |
| 01  | الأمير خالد الجزائري | 551     | رجل سياسي   |
| 02  | محمود بن لكحل        | 468     | طبيب        |
| 03  | عبد القادر حدو       | 464     | رجل سياسي   |
| 04  | مراد رايس            | 444     | مهندس زراعي |
| 05  | أحميدة يوسفي         | 359     | تاجر        |
| 06  | فرشوكلي الحاج        | 389     | محام        |
| 07  | محمد مرادي           | 371     | تاجر        |
| 08  | قاردون برو           | 357     | تاجر        |
| 09  | لخضر جوادي           | 417     | تاجر        |
| 10  | مزيان بن علي         | 361     | تاجر        |
| 11  | جول ديبوتي           | 366     | تاجر        |
| 12  | أحمد سيفاوي          | 349     | تاجر        |

### انتخابات 1929م
لم يترشح موسى الحاج لنيل منصب مندوب بلدي في محافظة الجزائر خلال الانتخابات البلدية الفرنسية لعام 1929 [الفرنسية]م في يوم 5 ماي 1929م و12 ماي 1929م · .
وكانت هذه ثالث انتخابات بلدية تعددية بعد انقضاء الحرب العالمية الأولى يتم تنظيمها تحت سلطة الاحتلال الفرنسي للجزائر.
وكان رئيس البلدية الفرنسي في بلدية الجزائر هو «شارل برونال» (بالفرنسية: Charles Brunel)‏.

#### القائمة الناجحة في الدور الأول
| رقم | المندوب البلدي      | الأصوات | المهنة          |
| --- | ------------------- | ------- | --------------- |
| 01  | عبد القادر حدو      | 940     | رجل سياسي       |
| 02  | عبد النور تمزالي    | 925     | طبيب            |
| 03  | أحمد عمارة          | 901     | طبيب ورجل سياسي |
| 04  | عبد الهادي بن سماية | 873     | مهندس زراعي     |
| 05  | حاج عمار حمو        | 867     | تاجر وصحفي      |
| 06  | كراد خليفة          | 824     | محام            |
| 07  | حمادو شكيكن         | 753     | تاجر            |
| 08  | سيدي بومدين بشير    | 747     | تاجر            |
| 09  | عبد الرحمن حسين     | 720     | تاجر            |
| 10  | محمد طيار           | 714     | تاجر            |
| 11  | بن سمان إلياس       | 653     | تاجر            |

### انتخابات 1935م
لم يترشح موسى الحاج، بعد انقضاء عهدة انتداب ثالثة من خمس سنوات من 1930م إلى 1935م، كمندوب بلدي في محافظة الجزائر خلال الانتخابات البلدية الفرنسية لعام 1935 [الفرنسية]م في يوم 5 ماي 1935م و12 ماي 1935م.
وكانت هذه رابع انتخابات بلدية تعددية بعد انقضاء الحرب العالمية الأولى يتم تنظيمها تحت سلطة الاحتلال الفرنسي للجزائر.

#### القائمة الناجحة في الدور الأول
كان رئيس البلدية الفرنسي في بلدية الجزائر هو «أوغستين روزيس» (بالفرنسية: Augustin Rozis)‏.
| رقم | المندوب البلدي | الأصوات | المهنة |
| --- | -------------- | ------- | ------ |
| 01  | محمد طيار      | 679     | تاجر   |

#### القائمة الناجحة في الدور الثاني
| رقم | المندوب البلدي     | الأصوات | المهنة      |
| --- | ------------------ | ------- | ----------- |
| 01  | عبد الرحمن بوكردنة | 1 792   | صيدلي       |
| 02  | مصطفى وليد عيسى    | 1 711   | طبيب        |
| 03  | عبد النور تمزالي   | 1 695   | طبيب        |
| 04  | أعمر إيلول         | 1 694   | مهندس زراعي |
| 05  | رناج ولحاج         | 1 682   | تاجر وصحفي  |
| 06  | بلقاسم بن تامي     | 1 678   | طبيب        |
| 07  | حاج أحمد عمارة     | 1 654   | تاجر        |
| 08  | حفيظ حسن           | 1 638   | تاجر        |
| 09  | سيدي بومدين بشير   | 1 621   | تاجر        |
| 10  | عبد القادر حدو     | 1 607   | تاجر        |
| 11  | حمادو شكيكن        | 1 602   | تاجر        |

#### القائمة الخاسرة في الدور الثاني
| رقم | المندوب البلدي | الأصوات | المهنة     |
| --- | -------------- | ------- | ---------- |
| 01  | كراد خليفة     | 1 565   | إداري      |
| 02  | روزيق بلميهوب  | 1 564   | طبيب       |
| 03  | عمر بودربة     | 1 480   | تاجر       |
| 04  | دحمان حمود     | 1 464   | طبيب       |
| 05  | محمود عباس     | 1 448   | أستاذ      |
| 06  | أحمد حمودة     | 1 432   | صناعي      |
| 07  | محمد مسطول     | 1 431   | أستاذ      |
| 08  | فيكتور قريمال  | 1 426   | رجل أعمال  |
| 09  | بن سايح        | 1 413   | تاجر       |
| 10  | علي أدامر      | 1 394   | رجل أعمال  |
| 11  | حمادو سلام     | 1 324   | مقاول بحري |
| 12  | روني برونو     | 226     | محام       |

### الحرب العالمية الثانية
إلا أن اندلاع الحرب العالمية الثانية في سنة 1939م أدى إلى إلغاء نظام الانتداب المدني البلدي وتعويضه بـحكم عسكري مركزي في الجزائر مستقل عن فرنسا الفيشية.
ومن بين مزايا المشاركة السياسية في الهيئات الانتخابية الفرنسية حصول المندوبين البلديين المسلمين على أملاك وأراض وعقارات في وسط المدن التي كانت خاصة بالأوروبيين.
وقد سمح لهم هذا التغلغل في النسيج الاجتماعي الحضري باستقدام الكثير من بني عمومتهم للسكن في وسط الأوروبيين والمتاجرة معهم والاشتغال عندهم، بما سمح بتسجيل أبنائهم في المدارس الابتدائية لنيل التعليم الأساسي.

## شراء الأراضي والعقارات

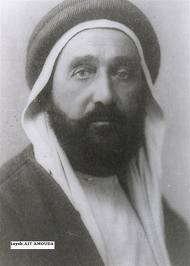
الأمير خالد الجزائري (1875م-1936م)

كان الحصول على ملكية الأراضي الفلاحية والعقارات من أهم أهداف المشاركة السياسية للمندوب «موسى الحاج» مع زملائه في الانتخابات المحلية تحت سلطة الاحتلال الفرنسي للجزائر.
ذلك أن الأمير خالد الجزائري كان يوصي المندوبين «محمد الصغير بوسحاقي» و«أحمد بورنان» وزملاءهما عندما يلقاهم قبل نفيه في شهر جويلية 1923م بأن منصب «المندوب البلدي» يجب استغلاله للاستحواذ القانوني وتحويل الملكية التدريجي لما أمكن من الأراضي والعقارات بواسطة الشراء وتسخير أموال السكان الأصليين لاستعادة الممتلكات الأصلية للجزائريين قبل الاحتلال الفرنسي، كإجراء نضالي لاستعادة جزء من السيادة الوطنية على بعض الأراضي والبنايات عبر تمليكها للجزائريين بواسطة عقود موثقة.
وكمثال على هذه المهمة الوطنية، المتمثلة في شراء الأراضي والعقارات المبنية، ما تم في يوم الجمعة 25 جوان 1925م لما شارك الإخوة الثلاثة «أحمد بورنان» و«محمد بورنان» و«علي بورنان» في مجريات مزاد علني لشراء مزرعة متواجدة في محيط مدينة بني عمران ضمن بلدية الأخضرية المختلطة ودائرة الجزائر آنذاك.
وكانت تبلغ مساحة هذه المزرعة مقدار 204,120 م2 (2,197,129 قدم2) من الأراضي الفلاحية التي تتخللها بنايات سكنية وعقارات وظيفية بجوار مزرعة علي حديد.
وكان الحضور في هذا المزاد العلني من طرف الإخوة الثلاثة تحت إشراف القائد محمد دريش بحكم أن هذه الصفقة العقارية في منطقة جبال الخشنة تقتضي الحضور السياسي والمالي قصد افتكاك ملكيتها أمام منافسين فرنسيين كثيرين.
وكان المندوبون البلديون في مدينة الجزائر يشاركون كذلك في عملية اقتناء وشراء الأراضي والعقارات.

## وفاته
توفي مصطفى موسى الحاج في أواخر عام 1920م بعد نحو 12 شهرا من انتخابه كمندوب بلدي مسلم عن بلدية الجزائرفي يوم 30 نوفمبر 1919م.
وقد حاولت إدارة الاحتلال الفرنسي للجزائر تعويض غيابه عن طريق انتخاب تكميلي لبلوغ نصاب 12 مندوبا بلديا مسلما.

## مكتبة الصور

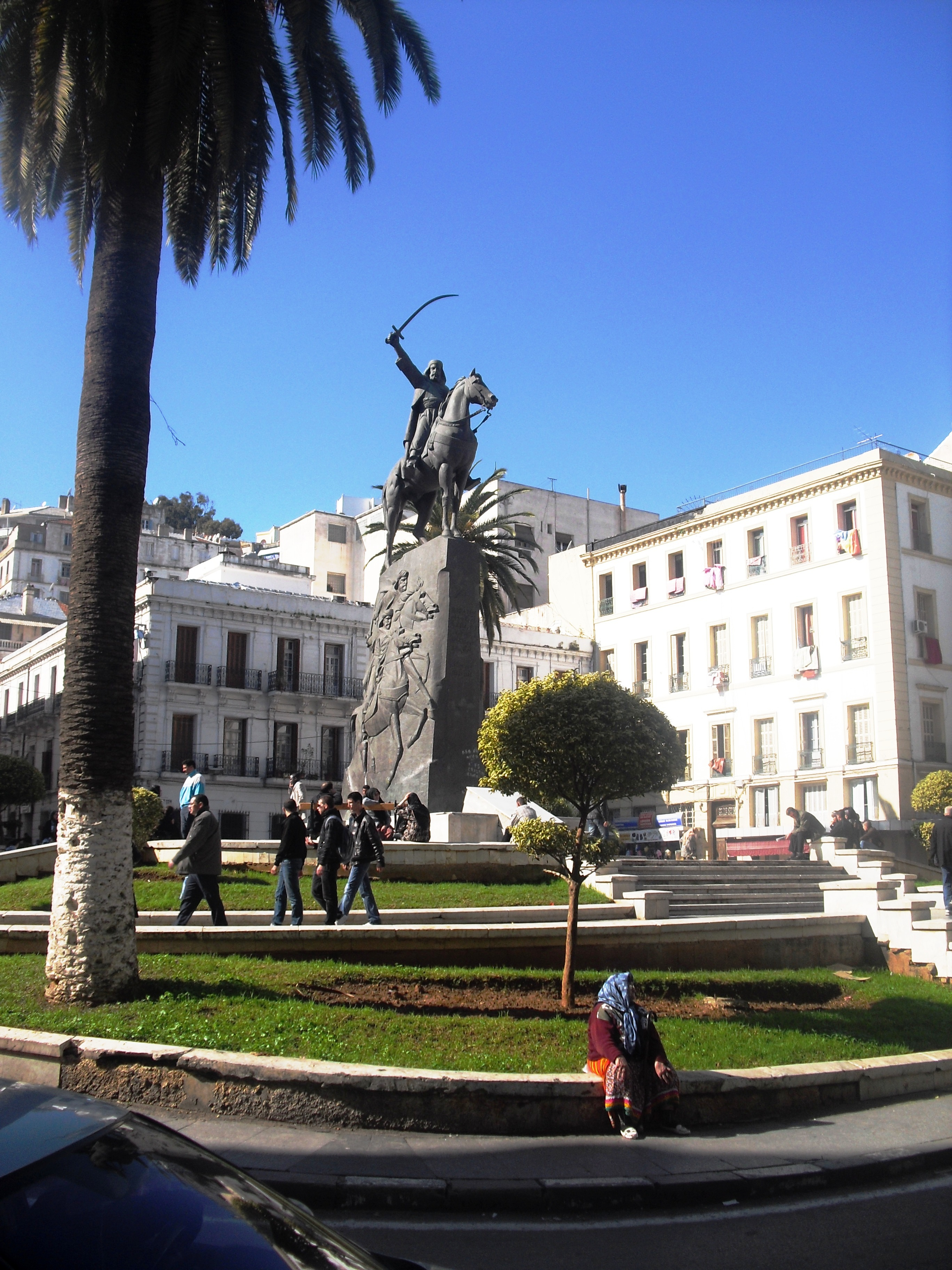
ساحة الأمير عبد القادر في بلدية الجزائر الوسطى
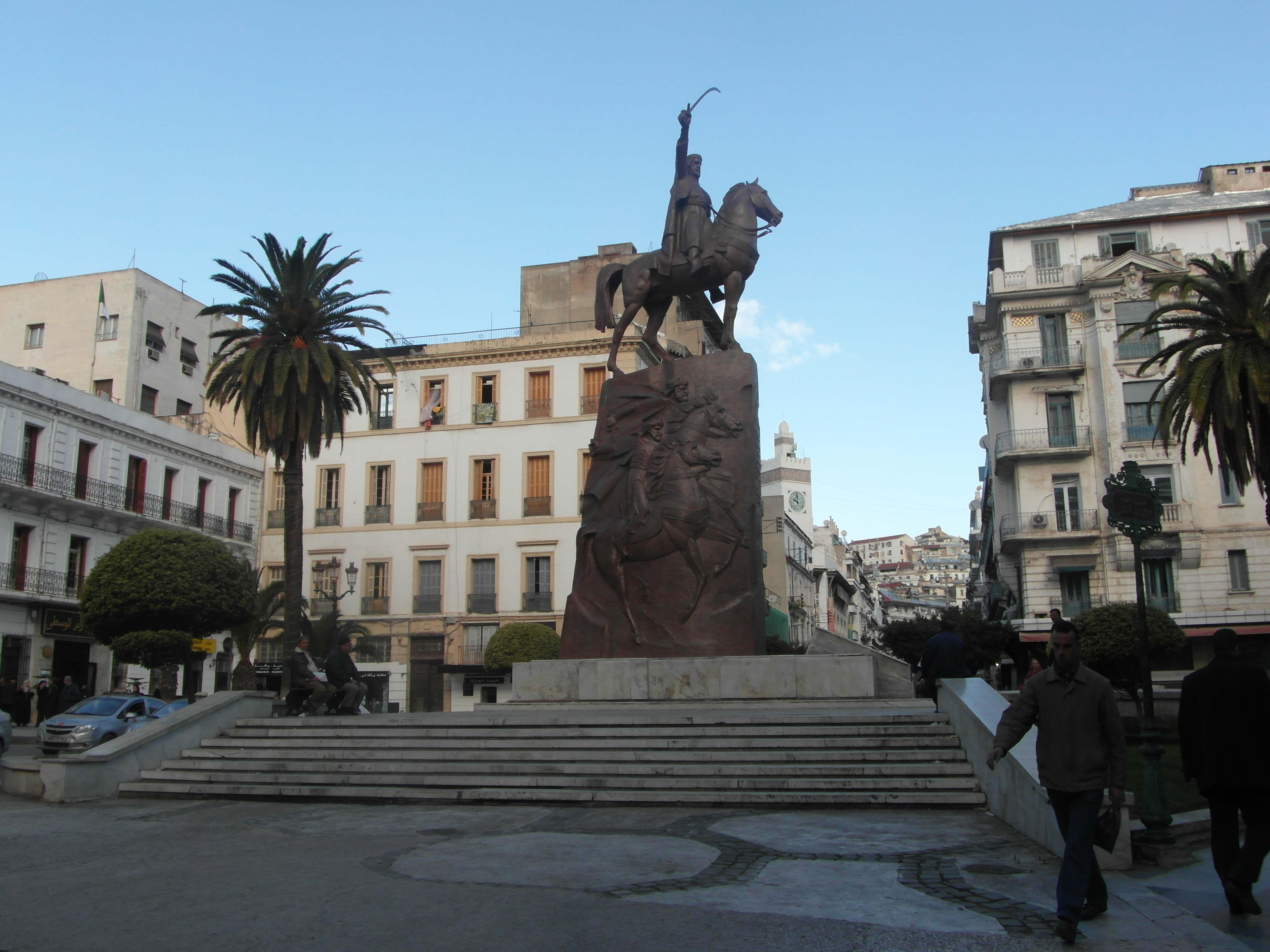
ساحة الأمير عبد القادر في بلدية الجزائر الوسطى
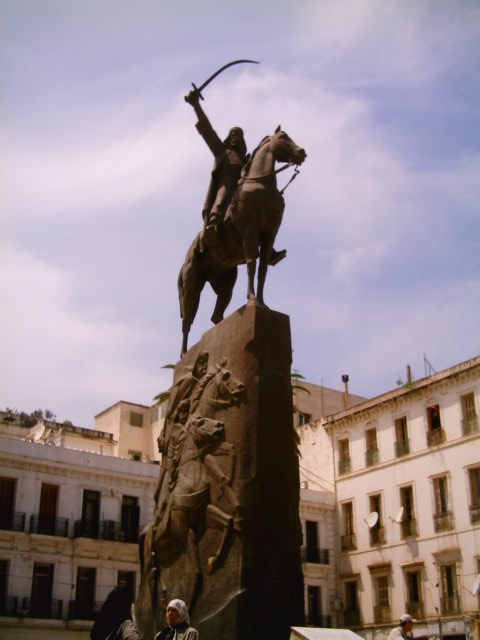
ساحة الأمير عبد القادر في بلدية الجزائر الوسطى
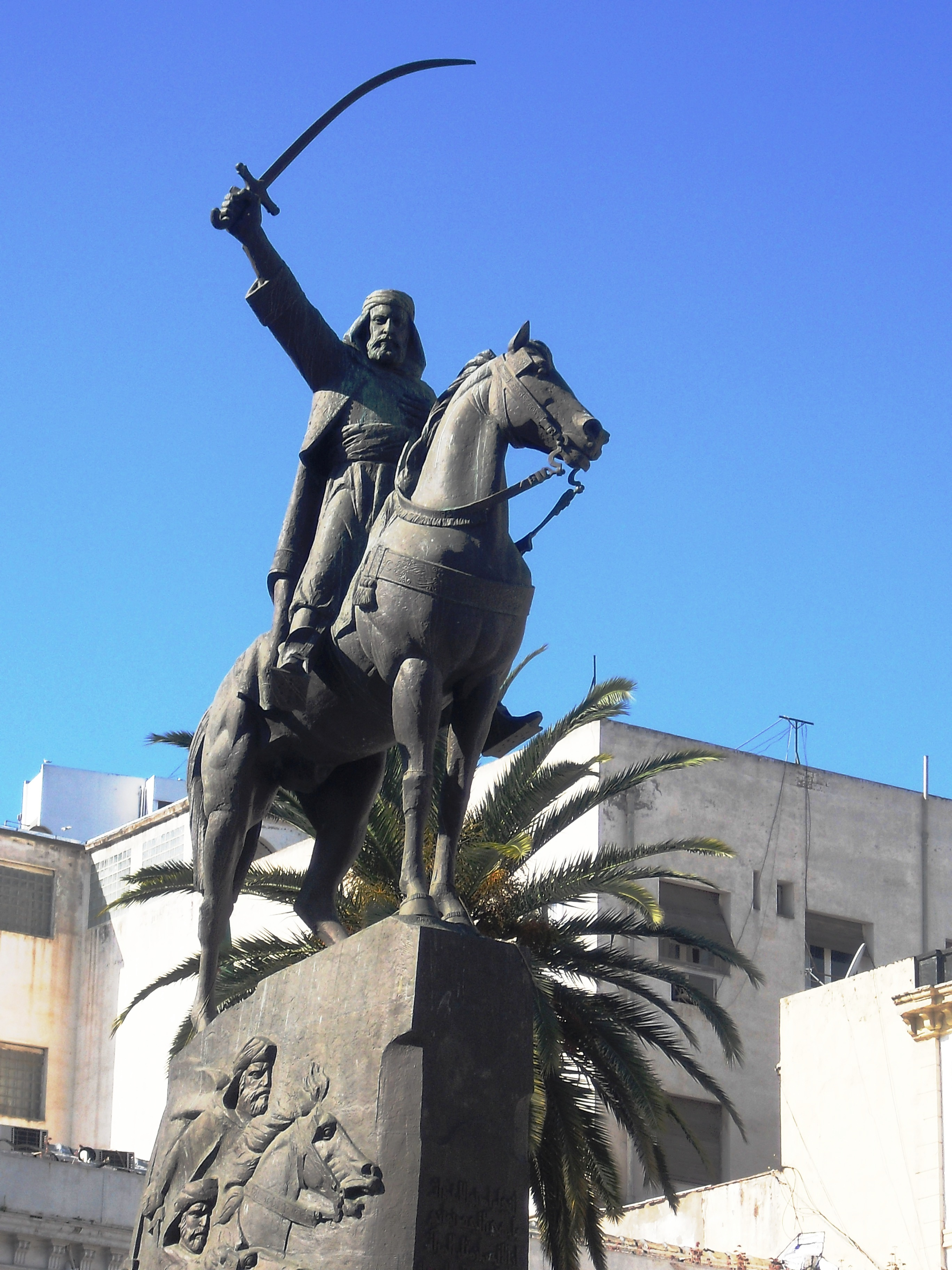
ساحة الأمير عبد القادر في بلدية الجزائر الوسطى
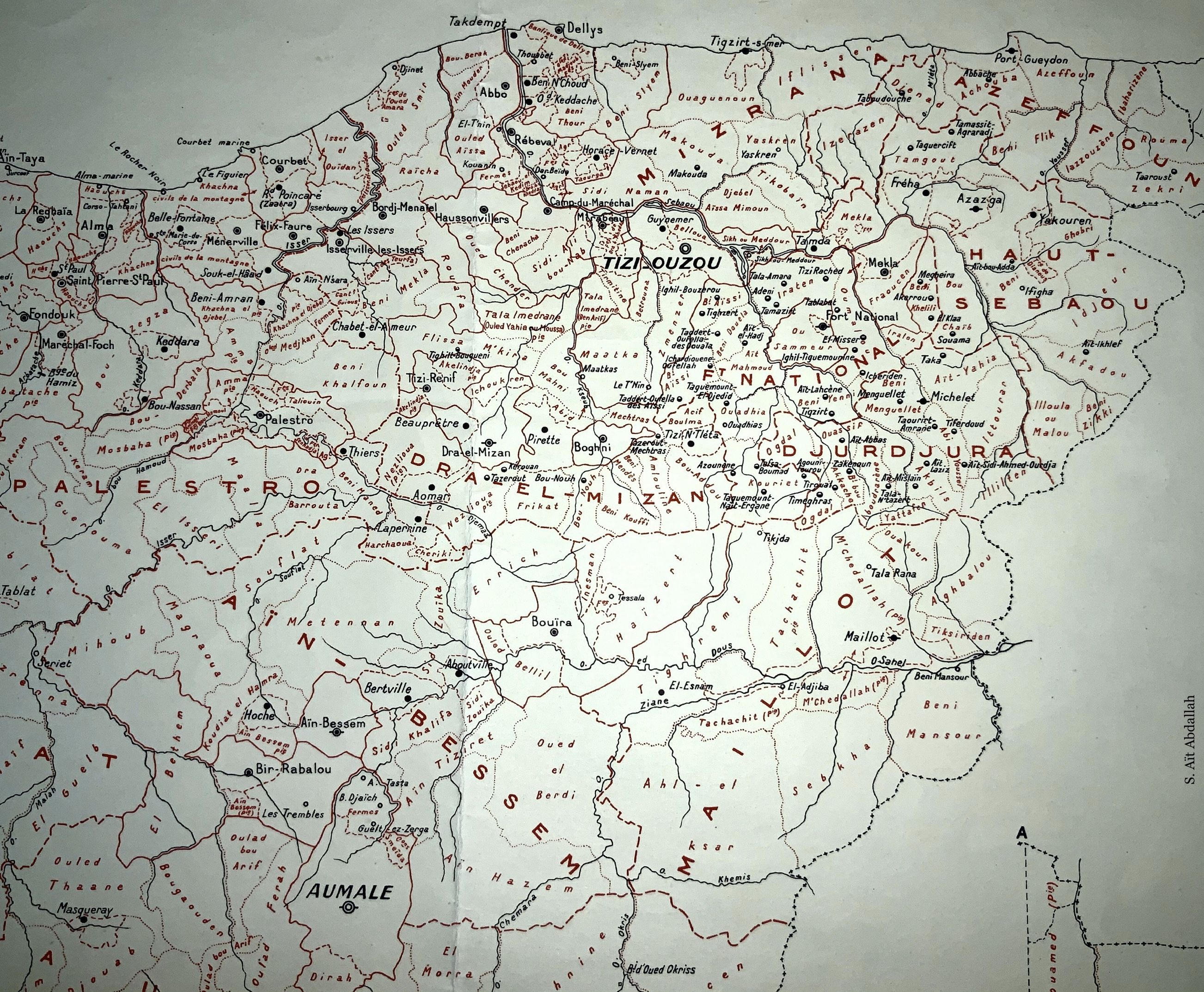
منطقة القبائل
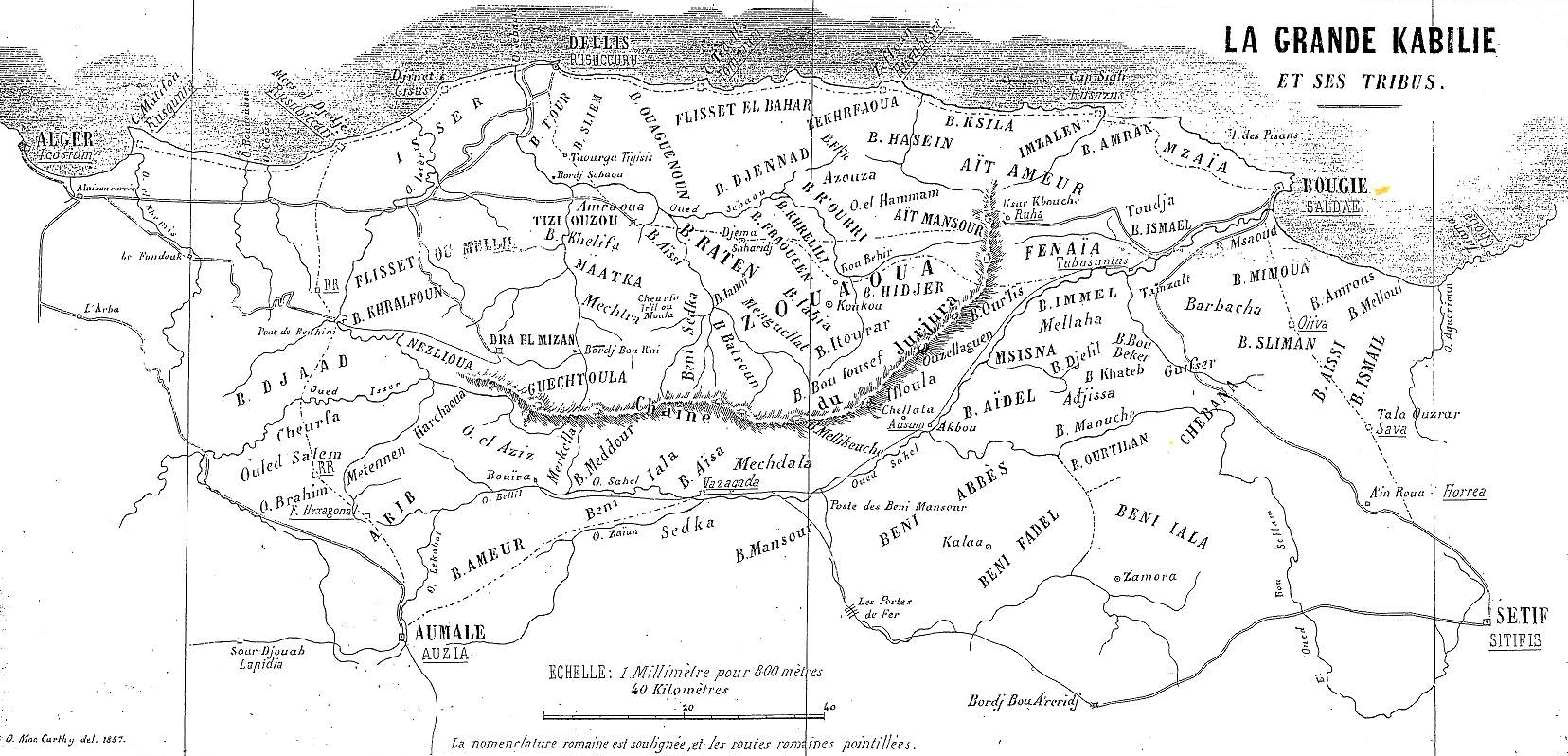
خريطة منطقة القبائل
خريطة قديمة لموقع بلاد زواوة